# Scala logaritmica
In matematica, la scala logaritmica è una rappresentazione grafica dei numeri reali positivi.

## Costruzione
Associamo ai punti di una semiretta i numeri reali positivi maggiori di zero in questo modo: se O è l'origine della semiretta e P è il punto che deve rappresentare il numero x > 0, la lunghezza del segmento OP (che d'ora in poi indicheremo con λ(OP)) sia proporzionale a {\displaystyle \log _{10}x} (logaritmo in base 10 del numero x). Questa rappresentazione geometrica dei numeri reali positivi si chiama scala logaritmica. Il punto O rappresenterà ovviamente il numero 1; infatti, indicando con {\displaystyle x_{o}} il numero rappresentato da O, abbiamo {\displaystyle \lambda (OO)=0\Leftrightarrow \log _{10}(x_{o})=0\Leftrightarrow x_{o}=10^{0}=1}

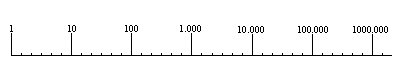
Come sono disposte le prime potenze di 10 su una scala logaritmica. Si noti che la distanza 1-10 è la stessa della distanza 10-100

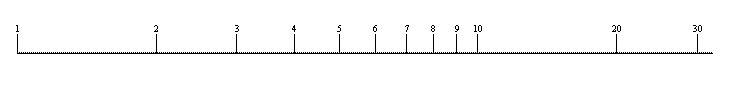
Un'altra scala, a maggiore risoluzione, con alcuni interi. Si può notare che gli intervalli 10-20 e 10-30 sono equivalenti rispettivamente a quelli 1-2 e 1-3

## Applicazioni della scala logaritmica

Crescita della popolazione dell'Inghilterra tracciata su scala logaritmica (1,67 decadi).

Si può verificare, utilizzando le regole dei logaritmi, che se P e Q rappresentano rispettivamente i numeri x e xy, si ha:
{\displaystyle \lambda (PQ)=\lambda (OQ)-\lambda (OP)=k\log xy-k\log x=k\log y}
Su una semiretta numerata in scala logaritmica, quindi, possiamo eseguire il prodotto tra x e y costruendo, a partire dal punto che rappresenta x, un segmento equivalente a quello che rappresenta y, che avrà come altro estremo il punto che rappresenta xy. Questa caratteristica della scala logaritmica costituisce il principio di funzionamento del Regolo calcolatore.
Si osservi che, se P, Q e R rappresentano rispettivamente x, y e {\displaystyle {\sqrt {xy}}}, si ha:
{\displaystyle [\lambda (OP)+\lambda (OQ)]/2=[k(\log x)+k(\log y)]/2=k\log {\sqrt {xy}}=\lambda (OR)}
La media aritmetica tra  λ(OP) e λ(OQ) individua cioè, sulla semiretta in scala logaritmica, la media geometrica tra x e y.
In molti casi la scelta di una scala logaritmica è quella più naturale. Ciò può avere essenzialmente due motivazioni:
- motivi di comodità grafica, ad esempio nello studio di una variabile che è funzione di un insieme molto ampio di grandezze ordinate, in particolare nel caso in cui non sono tanto le sue variazioni assolute a interessarci ma quelle relative;
- ragioni intrinseche, ad esempio nello studio della percezione di alcune grandezze fisiche; un caso importante è dato dalla definizione dell'ampiezza di un intervallo tra due suoni. L'esperienza mostra infatti che la definizione che corrisponde meglio alle ampiezze percepite è quella che si basa non sulla differenza delle frequenze dei due suoni, ma sul loro rapporto. Ne consegue che la disposizione più naturale delle frequenze è quella in scala logaritmica. Un altro esempio analogo è dato dalla percezione di ciò che comunemente si chiama intensità di un suono, cioè del livello di pressione sonora, la cui unità di misura è ancora una volta definita in maniera logaritmica.